# Avasfelsőfalu
Avasfelsőfalu (románul: Negrești-Oaș, 1948-ig Negrești) város Romániában, Szatmár megyében.

## Nevének eredete
Először 1490-ben, Felswfalw alakban említették. Román neve a 'fekete' jelentésű negru szóból való, valószínűleg személynévi közvetítéssel.

## Fekvése
Az Avasi-medence keleti részén, a Túr partján, Szatmárnémetitől ötven kilométerre kelet–északkeletre, Nagybányától ugyanannyira északnyugatra, Máramarosszigettől 55 kilométerre nyugat–délnyugatra fekszik.

## Népessége

### Általános adatok
Népességének növekedése először az 1910-es és 20-as években torpant meg, majd pedig 1992 óta. A második világháború és 1992 között kétszeresére–háromszorosára nőtt.

### A népességszám változása
- 1828-ban 1864 katolikus (görög és római, 142 zsidó és három református lakta.
- 1910-ben 3253 lakosából 2541 volt román, 490 magyar, 184 német és 32 szlovák anyanyelvű; 2613 görögkatolikus, 329 zsidó, 158 református és 145 római katolikus vallású.
- 2002-ben 11 603 lakosából 10 945 volt román és 542 magyar nemzetiségű; 8753 ortodox, 436 római katolikus, 412 pünkösdi, 385 görögkatolikus és 313 református vallású.

## Története
A máramarosi sóút mentén települt, korábban Bikszád felé, a Valea Albă bal partján feküdt. A szinéri (meggyesi) uradalomhoz tartozott mint a Móroc, a Hunyadi család, majd később a Báthoryak birtoka. 1633-ban mezővárosként említették. A 17. században az avasi uradalommal együtt a szatmári vár birtoka volt. A Rákóczi-szabadságharc alatt negyven felsőfalusi román nemes állt kurucnak. 1719-ben 37 jobbágy, 15 zsellér, három fazekas, két molnár, két egyéb kézműves és legalább öt nemes családfő lakta. A 18. században a Lónyay, a Teleki, a Wesselényi, a Kornis, a Vécsey és a Károlyi családoknak volt benne nagyobb birtokuk. Első zsidó lakói az 1750-es években költöztek be, saját rabbit 1845-től tartottak. 1893-tól jesiva is működött itt. 1786-ban 269 görögkatolikust számoltak össze benne. Magyarok az 1800-as évektől lakták. A 19. században jelentős kallózó központ volt, mellette gubakalló telep alakult ki, amelyet a szélesebb környék gubásai is használtak. 1912-ben még negyven gubaványoló volt üzemben, és 1955-ben még dolgoztak a településen gubások. 1858-ban létesült benne gyógyszertár. A 19. század végén legtöbb lakója juhászatból és napszámból élt, kukoricát, almát és szilvát termesztettek. A 20. században még az egyosztatú, tornácos házak voltak a meghatározóak.
Korábban Szatmár vármegye Avasi járásához tartozott, amelynek Avasújváros volt a székhelye. 1934-től az újjászervezett Szatmár megye Avasi járásának székhelyévé tették. 1940-ben, a magyar uralommal ismét Avasújváros lett a járási székhely, majd 1949–50-ben rövid időre újra Avasfelsőfalu töltötte be a funkciót. Az 1950-es években faipart, gépgyártást, élelmiszer- és textilipart telepítettek a faluba, a szomszédos Lunaforráson pedig lignitbánya és ásványvízüzem működött. 1964-ben városi címet kapott. Három legnagyobb vállalatában, az Oșanulban, az Integrata ken- és lenderfonó és szövő üzemben és a Tricotaje kötödében 1970-ben 1655 fő dolgozott. 1976 és 1980 között polipropilénzacskó-üzemet létesítettek.

## Látnivalók
- Az Avasvidéki Múzeum beltéri részét 1966-ban, a skanzent 1972-ben hozták létre. Utóbbiban egy Avaslekencéről hozott 17. századi fatemplom, egy-egy avasfelsőfalusi, mózesfalvi és ráksai gazdaság, két kétosztatú kisgércei ház, egy vámfalusi fazekas háza és egy szeszfőzde látható.

## Oktatás
- A településen egy elméleti líceum és egy Ioniță G. Andron fotóművészről elnevezett iskolacsoport működik. Az első középiskola 1953-ban létesült és az 1961/62-es tanévben költözött saját épületbe.

## Híres emberek
- Itt született 1873. március 2-án Góth Móric festő.
- Itt született 1915-ben Iuliu Pop fotóművész.
- Itt született 1924. augusztus 30-án Szerdahelyi István nyelvész, eszperantista.
- Itt született 1945. november 11-én Domokos Lehel szobrász.
- Itt született 1917-ben Ioniță G. Andron fotós, ügyvéd.

## Testvérvárosok

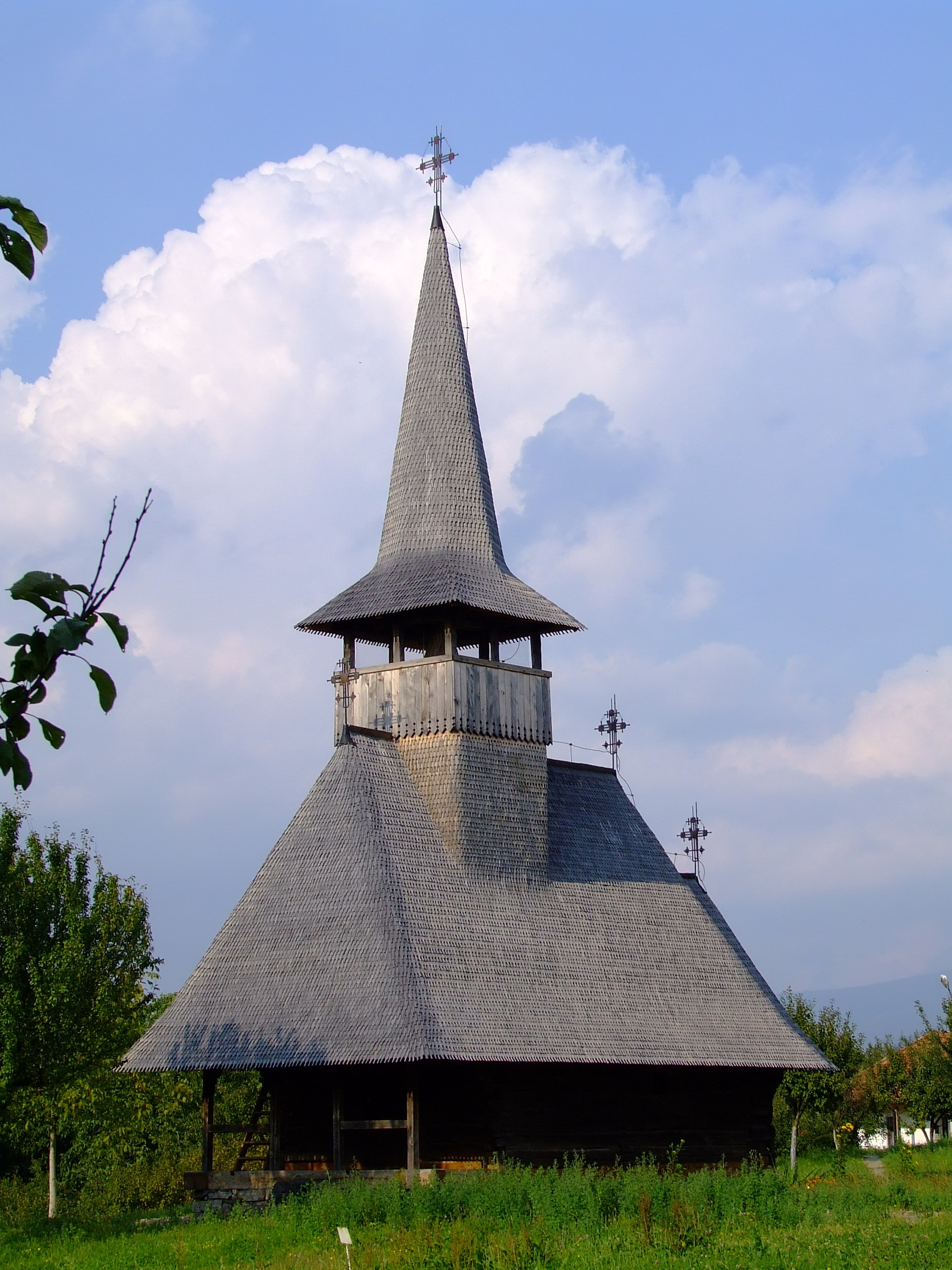
Az egykori avaslekencei fatemplom az Avasvidéki Múzeumban

- Csenger, Magyarország
- Guidel, Franciaország
- Técső, Ukrajna